# Peter Fich Christiansen

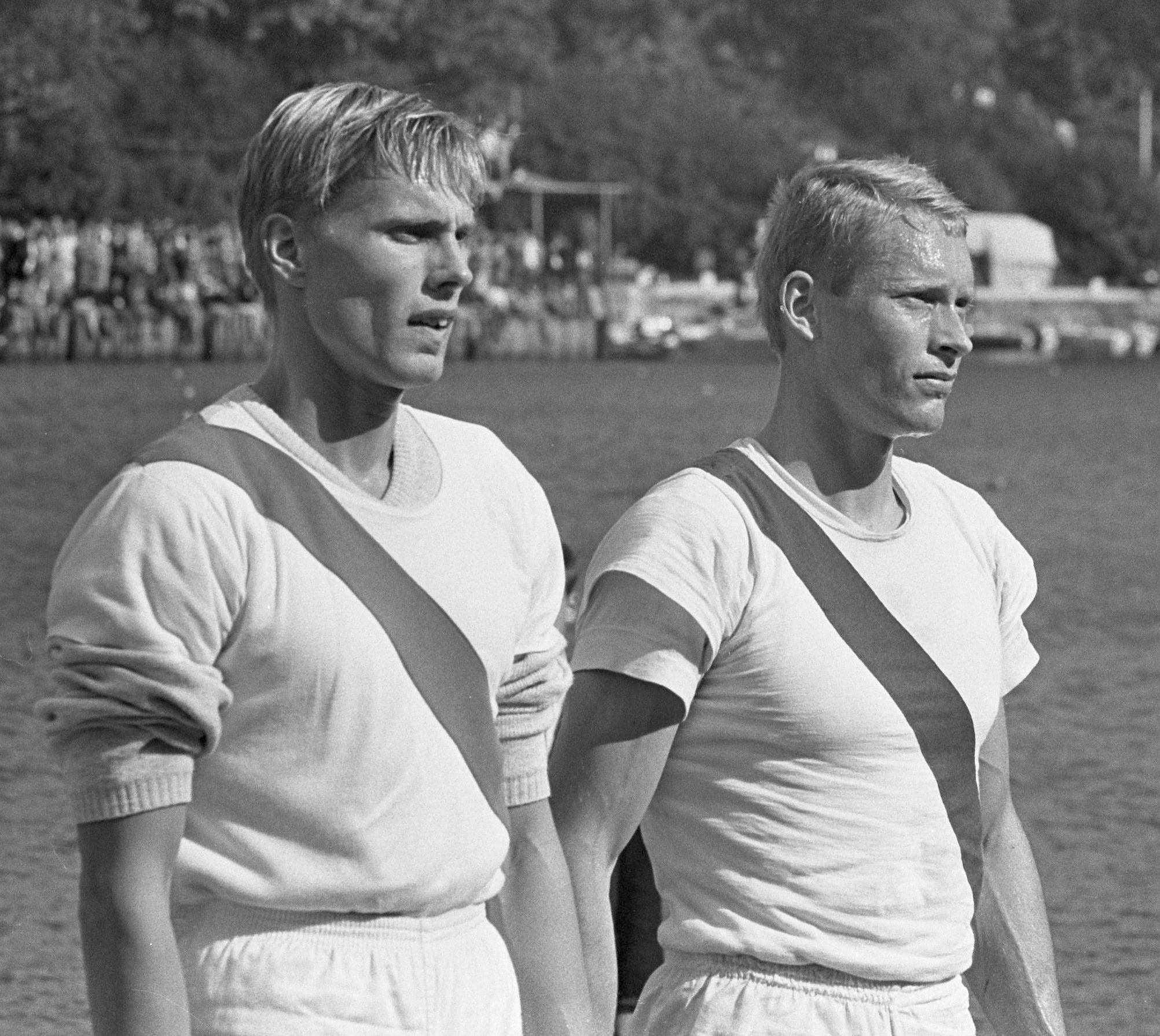
Hans Jørgen Boye und Peter Fich Christiansen (rechts) als Europameister 1965

Peter Fich Christiansen (* 4. April 1941 in Fredriksberg) ist ein ehemaliger dänischer Ruderer. Gemeinsam mit Hans Jørgen Boye gewann er 1965 im Zweier ohne Steuermann den Europameistertitel.

## Sportliche Karriere
Der 1,82 m große Christiansen ruderte für den Lyngby Roklub. Bei den Europameisterschaften 1964 siegten im Zweier ohne Steuermann die Niederländer Ernst Veenemans und Steven Blaisse vor den Deutschen Michael Schwan und Wolfgang Hottenrott, Boye und Christiansen erhielten die Bronzemedaille. In Tokio bei den Olympischen Spielen 1964 siegten die Kanadier George Hungerford und Roger Jackson vor den Niederländern und den Deutschen, hinter dem britischen Zweier belegten die beiden Dänen den fünften Platz. Im nacholympischen Jahr gewannen die beiden Dänen dann den Titel bei den Europameisterschaften 1965 vor den Österreichern Dieter Losert und Dieter Ebner. 
Bei den Olympischen Spielen 1968 in Mexiko-Stadt trat Peter Fich Christiansen mit Ib Ivan Larsen an. Es gewannen Jörg Lucke und Heinz-Jürgen Bothe vor dem US-Zweier mit Lawrence Hough und Philip Johnson mit Christiansen und Larsen auf dem dritten Rang. Ebenfalls Dritte wurden die beiden Dänen bei den Europameisterschaften 1969, es siegten die seinerzeit auch bei Europameisterschaften startberechtigten Hugh und Johnson vor Frank Forberger und Dieter Grahn aus der DDR. 
Bei den Europameisterschaften 1971 belegte Christiansen mit dem dänischen Vierer ohne Steuermann den siebten Platz, bei den Olympischen Spielen 1972 erreichte das Boot das A-Finale und den sechsten Platz. Im nacholympischen Jahr erreichte der Vierer den neunten Platz bei den Europameisterschaften 1973.